# Mambo No. 5
«Mambo N.º  5» es una canción compuesta por el músico cubano Dámaso Pérez Prado en 1949. La canción logró renovada popularidad en 1999 gracias al cantante alemán Lou Bega, logrando el primer lugar en las listas musicales del mundo como Australia, Alemania, Europa, Reino Unido, España, Italia y Finlandia, entre otras.

## Lista de canciones
Sencillo en CD
1. «Mambo N.º 5» (Radio edit) – 3:39
2. «Mambo N.º 5» (Extended mix) – 5:14
3. «Mambo N.º 5» (CD-ROM video) - 3:42

Maxisencillo
1. «Mambo N.º 5» (Radio edit) – 3:39
2. «Mambo N.º 5» (Extended mix) – 5:14
3. «Mambo» (Havanna Club Mix) – 5:48
4. «Mambo» (The Trumpet) – 6:01

- Datos: Q705575